# Bunc
Bunc je redkejši priimek v Sloveniji, ki ga je po podatkih Statističnega urada Republike Slovenije na dan 1. januarja 2010 uporabljo 65 oseb in je med vsemi priimki po pogostosti uporabe uvrščen na 6.214. mesto.

## Znani nosilci priimka
- Alojz Jožef Bunc (1857—1916), učitelj, glasbenik, narodni buditelj
- Bojan Bunc, obveščevalec, politik, publicist
- Cveto Bunc, veterinar, direktor Veterinarskega zavoda
- Evgen Bunc, dr., skladatelj sokolske koračnice (1910)
- Franc Bunc (1831—1902), učitelj in narodni delavec
- Gorazd Bunc, nevrokirurg
- Matjaž Bunc (*1969?), zdravnik internist
- Mirko Bunc (*1941), ekonomist, informatik ...
- Stanko Bunc (1907—1969), jezikoslovec, literat, knjižničar, leksikograf
- Štefa Strojnik (r. Bunc) (1891—1952), učiteljica in pisateljica
- Violeta Bulc (r. Bunc) (*1964), evropska komisarka